# Recopa Sudamericana 2003
La Recopa Sudamericana 2003 è stata l'undicesima edizione della Recopa Sudamericana; in questa occasione a contendersi la coppa furono il vincitore della Coppa Libertadores 2002 e il vincitore della Coppa Sudamericana 2002.

## Tabellino
| Arbitro: | Carlos Simon |

| |            | |
| López 27’ Enciso 69’ (rig.) | Marcatori  | |
| · Ricardo Tavarelli · Néstor Isasi · Julio César Cáceres · Nelson Zelaya · Mateo Corbo · Sergio Órteman · Julio César Enciso · Francisco Esteche · Guido Alvarenga · 65’ Miguel Ángel Benítez · 83’ Hernán Rodrigo López · 65’ Gilberto Palacios · 83’ Mauro Caballero | Formazioni | · Sebastián Saja · Leandro Álvarez · Gonzalo Rodríguez · Claudio Morel · Aldo Paredes · Mariano Herrón · Pablo Michelini · Cristian Zurita 58’ · Damián Luna · Nicolás Frutos · Alberto Acosta · Carlos Cordone 58’ |
| Luis Cubilla | Allenatori | Rubén Darío Insúa |